# Troxerrutina
Troxerrutina é um fármaco utilizado como flebotônico e vasoprotetor.